# Rue Caplat
La rue Caplat est une voie du 18e arrondissement de Paris, en France.

## Situation et accès
La rue Caplat est une voie publique située dans le 18e arrondissement de Paris. Elle débute au 32, rue de la Charbonnière et se termine au 33, rue de Chartres.

## Origine du nom
Cette voie est nommée d'après le nom du propriétaire des terrains sur lesquels elle a été ouverte.

## Historique
Cette voie de l'ancienne commune de La Chapelle est classée dans la voirie parisienne par un décret du 23 mai 1863.